# Alekseï Stepanov
Alexeï Stepanovitch Stepanov (en russe : Алексей Степанович Степанов), né le 24 avril (6 mai) 1858 à Simferopol (Empire russe) et mort le 5 octobre 1923 à Moscou (RSFS de Russie), est un peintre russe qui fut membre de l'académie impériale des beaux-arts, membre du mouvement des Ambulants et l'un des membres fondateurs de l'Union des artistes russes.

## Biographie
Stepanov naît dans une famille de la noblesse héréditaire dont le père fut officier pendant la guerre de Crimée, mais sa mère meurt en 1858 et son père en 1863. Il est envoyé dans un orphelinat de fils d'officiers supérieurs à Moscou situé dans l'ancien palais du comte Razoumovsky. Il poursuit ses études secondaires au lycée de garçons N°1, puis de géodésie à l'institut Constantin de Moscou. Il en sort diplômé en 1879. Il entre à l'école de peinture, de sculpture et d'architecture de Moscou en 1880, d'abord comme auditeur libre, puis comme étudiant de 1883 à 1884 dans la classe d'Illarion Prianichnikov (1840-1894) et pour le dessin dans la classe d'Evgraf Sorokine (1821-1892).

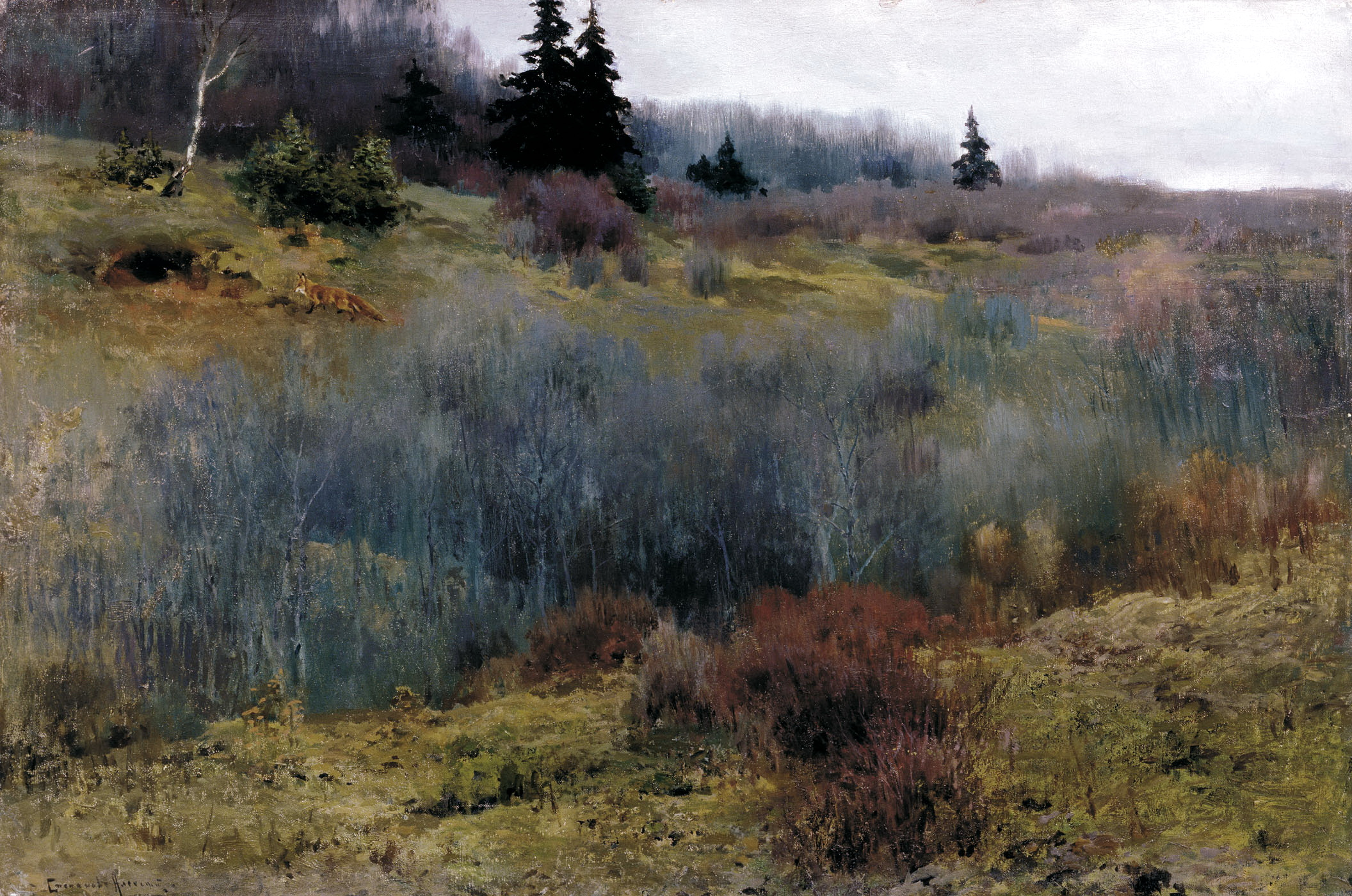
Automne (musée Vasnetsov de l'oblast de Kirov)

Il obtient une petite médaille d'argent en 1883 et une grande médaille d'argent en 1884 pour son tableau Père et fils. Conversation militaire. Il commence à collaborer comme illustrateur au journal  Nature et Chasse ce qui va se poursuivre pendant de longues années. De 1883 à 1895, il y donne plus d'une centaine d'illustrations. Il expose chez les Ambulants à partir de 1888 avec Hop ! hop ! et rencontre un certain succès l'année suivante avec Élans mangeant du foin en hiver. Pavel Tretiakov l'achète pour sa galerie. Il devient à la requête de Serov enseignant de peinture animalière à l'école de peinture, de sculpture et d'architecture de Moscou, en 1889 et obtient peu après le statut de professeur, jusqu'en 1918. Il compte parmi ses élèves Sergueï Guérassimov (1885-1964); Vsevolod Filippov; Matveï Dobrov; Boris Johanson (1893-1973); Pavel Korine (1892-1967); Alexandre Pamphilov; Leonard Tourjanski (1875-1945) ou Boris Iakovlev, etc.
Son Envol de grues à la XIXe exposition des Ambulants de 1891 rencontre un certain succès, ce qui lui permet de devenir membre à part entière des Ambulants la même année que Sergueï Svetoslavski (1857-1931) et Isaac Levitan.

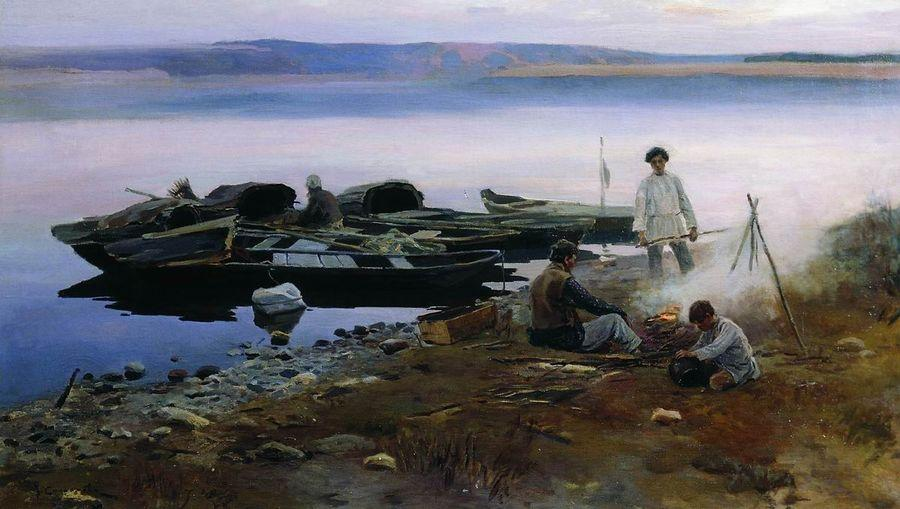
Au bord de la Volga (1897, musée d'art de Samara)

En 1894 il fait un grand voyage en Allemagne, en France, en Suisse et en Italie du Nord, en compagnie d'une famille amie, les Medyntsev, marchands et mécènes moscovites. Il épouse leur fille Lioudmila Nikolaïevna l'année suivante. Ce voyage le marque par la connaissance qu'il fait des peintures des impressionnistes français et lui fait réaliser Blanchisseuses à Vichy. Il passe tous ses étés de 1906 à 1914 dans les domaines de Lioubenkino, Garoussovo et Berejok situés dans l'ouiezd de Vychni Volotchek, près de Tver. Il peint sa maison de Berejok dans le tableau Ils sont partis (1911-1914), que l'on peut voir à la galerie Tretiakov. Son Salut matinal lui vaut en 1905 le titre d'académicien de l'académie impériale des beaux-arts. Ce tableau est présenté à la XXVe exposition des Ambulants, à la XXIVe exposition des l'académie et à l'exposition universelle de Paris de 1900.
Une crise divise l'ancienne génération des Ambulants de la nouvelle, ainsi que l'école moscovite et l'école pétersbourgeoise. Stepanov se range du côté des « Trente-Six artistes » en 1901 et devient l'un des cofondateurs de la Société des artistes de Russie en 1903 avec Apollinaire Vasnetsov (1856-1933), Ivanov (1864-1910), Arkhipov (1862-1930), Vinogradov (1869-1938), Pervoukhine (1863-1915), ou Ilya Ostroukhov (1858-1929) qui envoient une lettre collective de démission des expositions des Ambulants.
Stepanov tombe gravement malade en 1920, mais continue de travailler après avoir passé les années de guerre civile. L'une de ses dernières œuvres, La Balançoire (1923) fait partie aujourd'hui de la collection de la Carnegie Institution.
Il meurt à Moscou en 1923. Il est inhumé au cimetière Vagankovo de Moscou.

## Illustrations

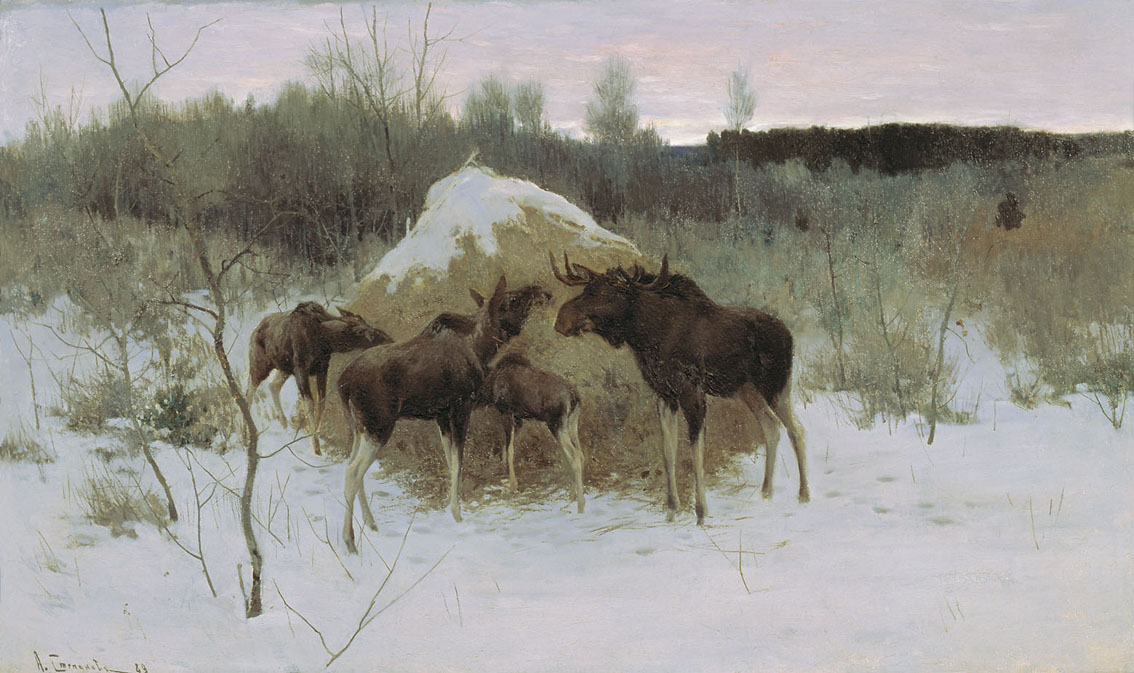
Élans mangeant du foin en hiver (1889, galerie Tretiakov de Moscou)
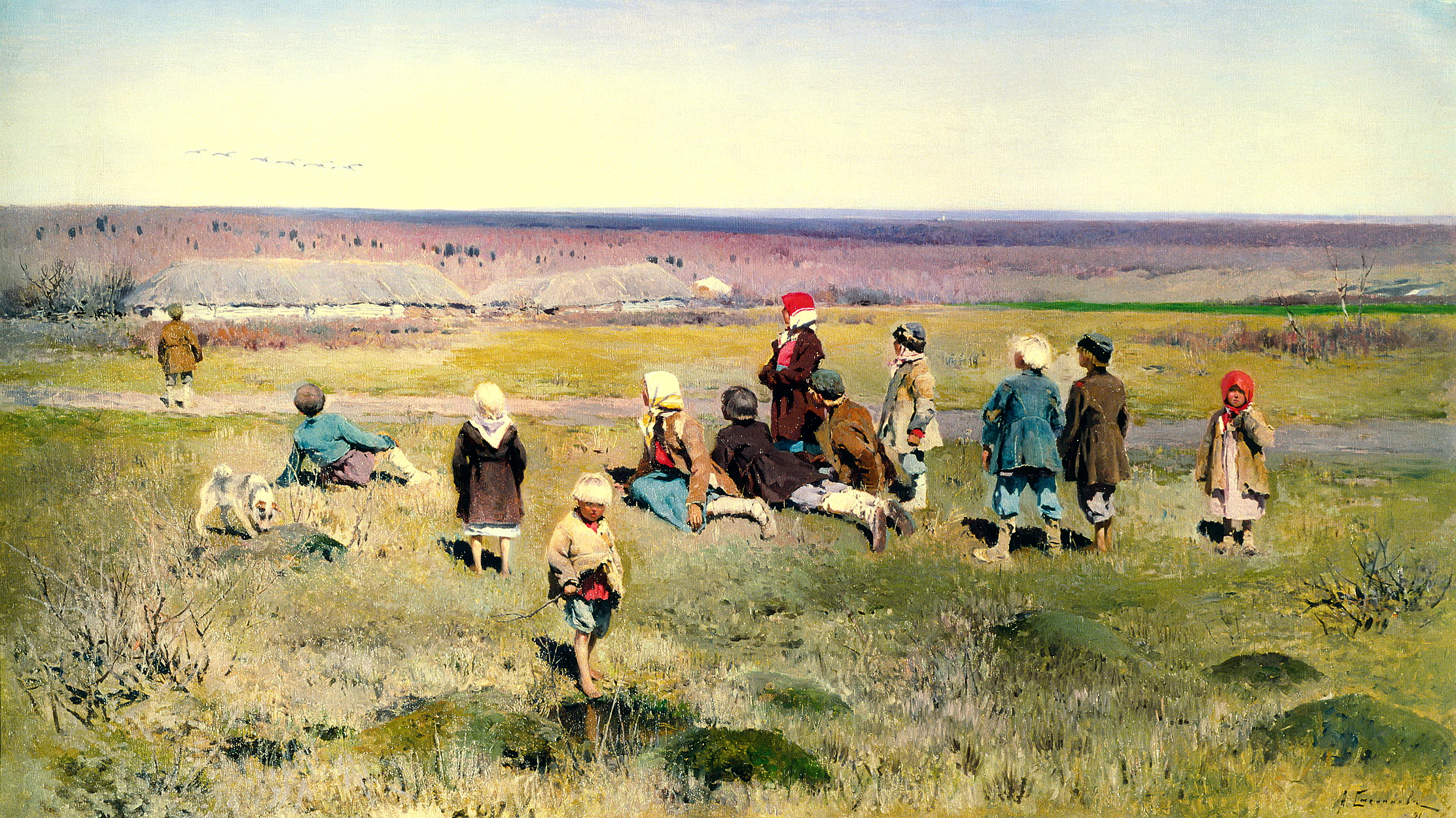
Envol de grues (1891, galerie Tretiakov de Moscou)
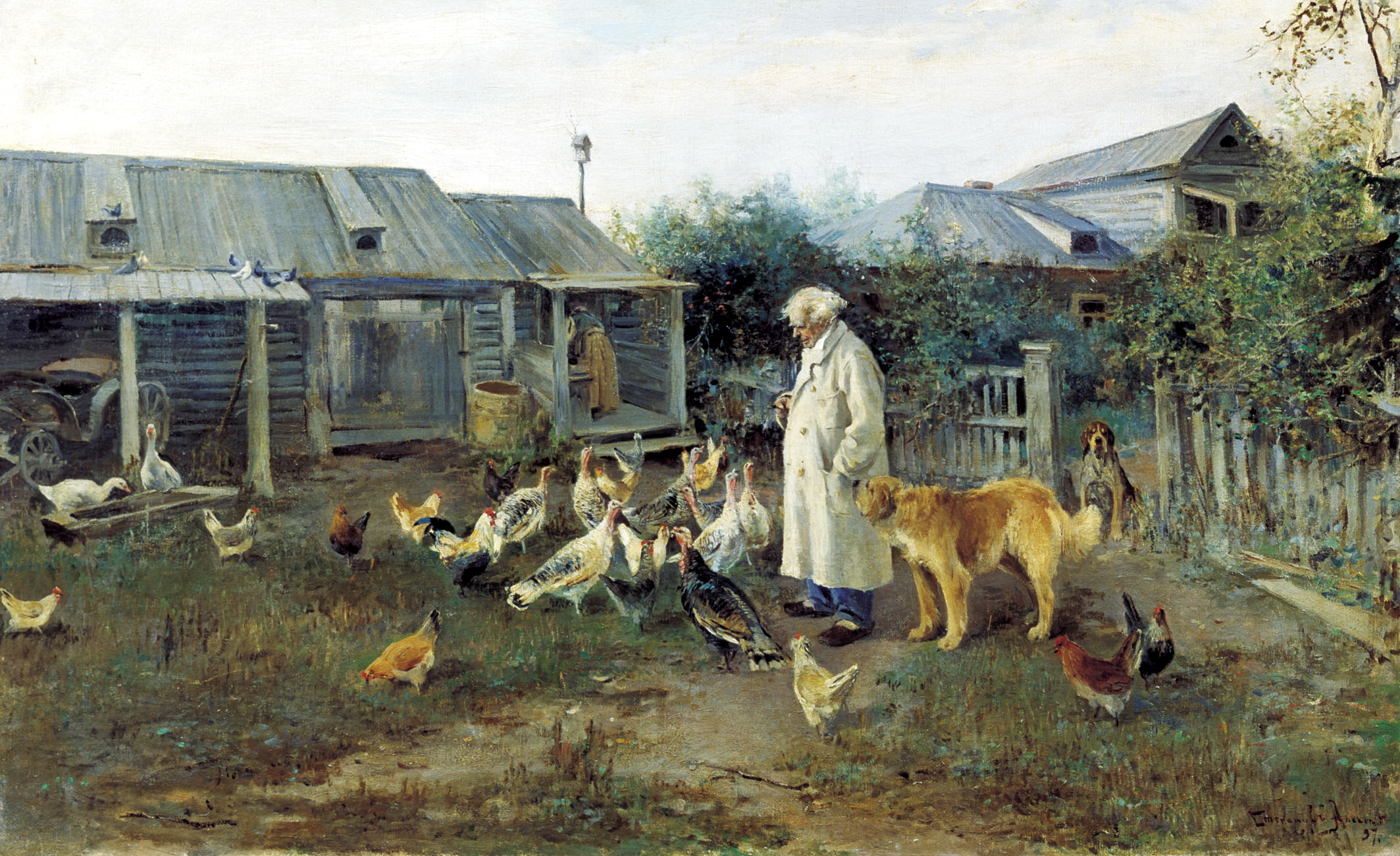
Salut matinal (1897, musée d'art et d'architecture de Pskov)
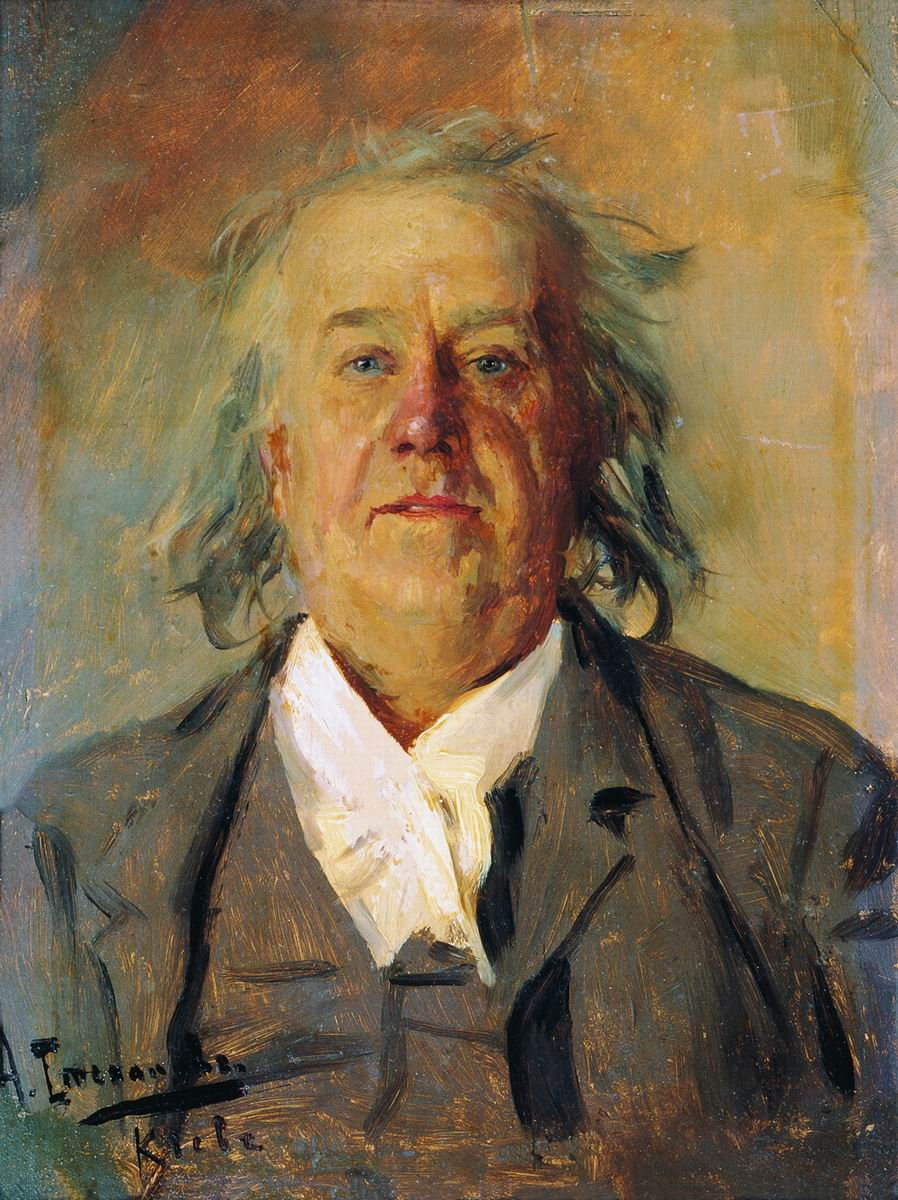
Portrait de Nikolaï Medyntsev, beau-père de l'auteur (1902, galerie de Tver)
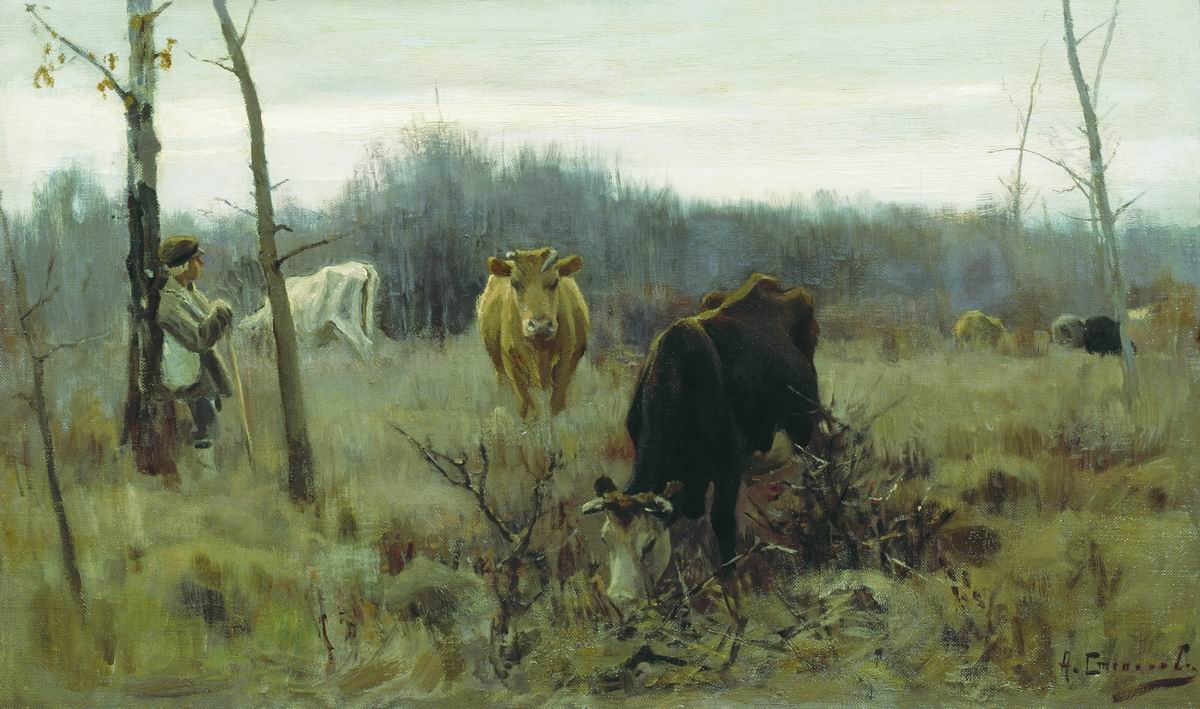
Pâturage (avant 1920, musée national de Biélorussie de Minsk)
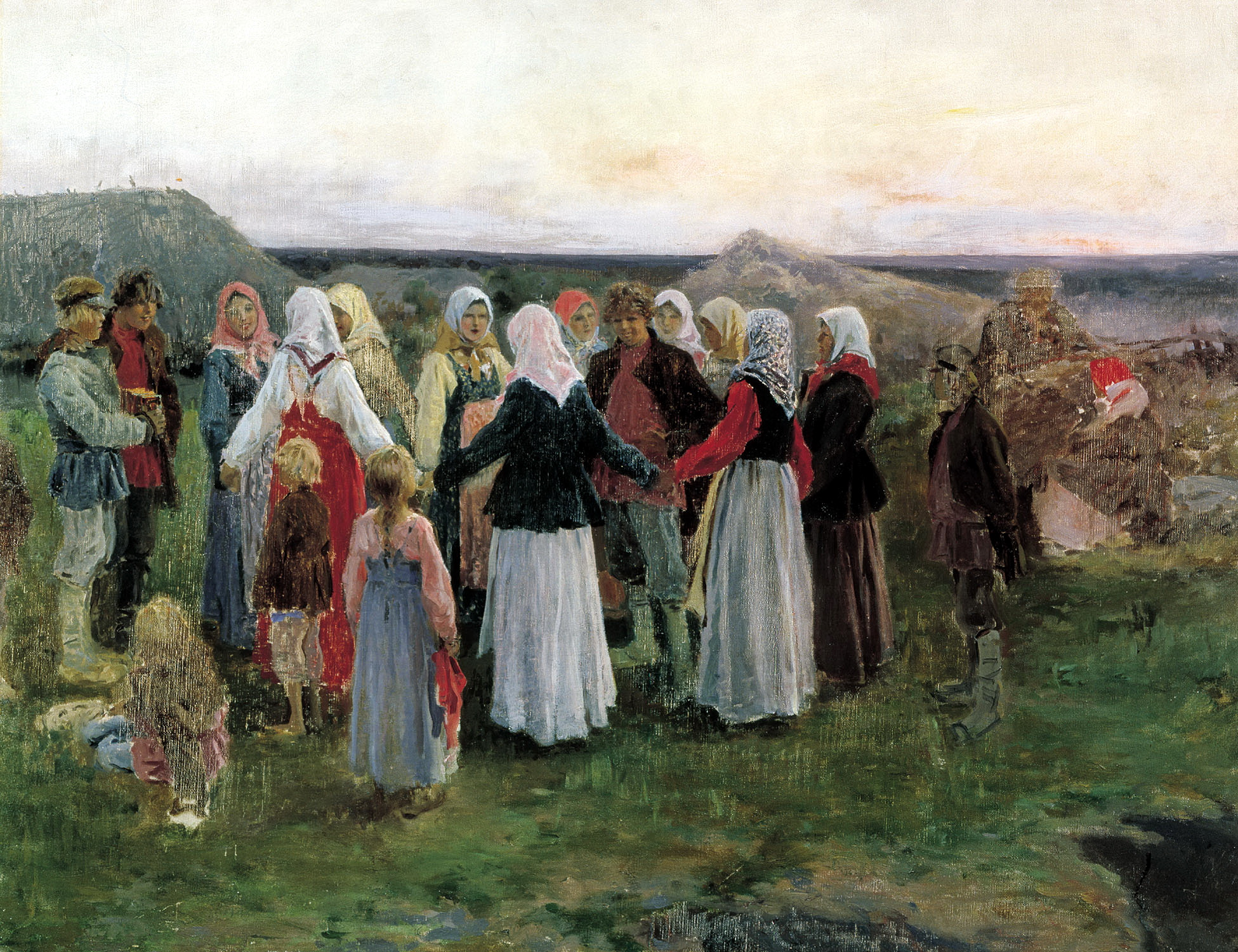
Ronde (avant 1920), musée Sampilov

## Source
- (ru) Cet article est partiellement ou en totalité issu de l’article de Wikipédia en russe intitulé « Степанов, Алексей Степанович » (voir la liste des auteurs).